# Emerson, New Jersey
Emerson är en kommun av typen borough i Bergen County i New Jersey. Vid 2010 års folkräkning hade Emerson 7 401 invånare.